# روي شنايدر
روي شنايدر (بالإنجليزية: Roy Schneider)‏ هو سياسي أمريكي، ولد في 13 مايو 1939 في سانت توماس في الولايات المتحدة. حزبياً، نشط في الحزب الجمهوري. وقد انتخب حاكم جزر العذراء الأمريكية ‏ (2 يناير 1995 – 4 يناير 1999).